# Ioan Dumitriu
Ioan Dumitriu, romunski general, * 1891, † 1978.